# Pilea grandis
Pilea grandis är en nässelväxtart som beskrevs av Hugh Algernon Weddell. Pilea grandis ingår i släktet pileor, och familjen nässelväxter. Inga underarter finns listade i Catalogue of Life.